# Czar (radioodbiornik)

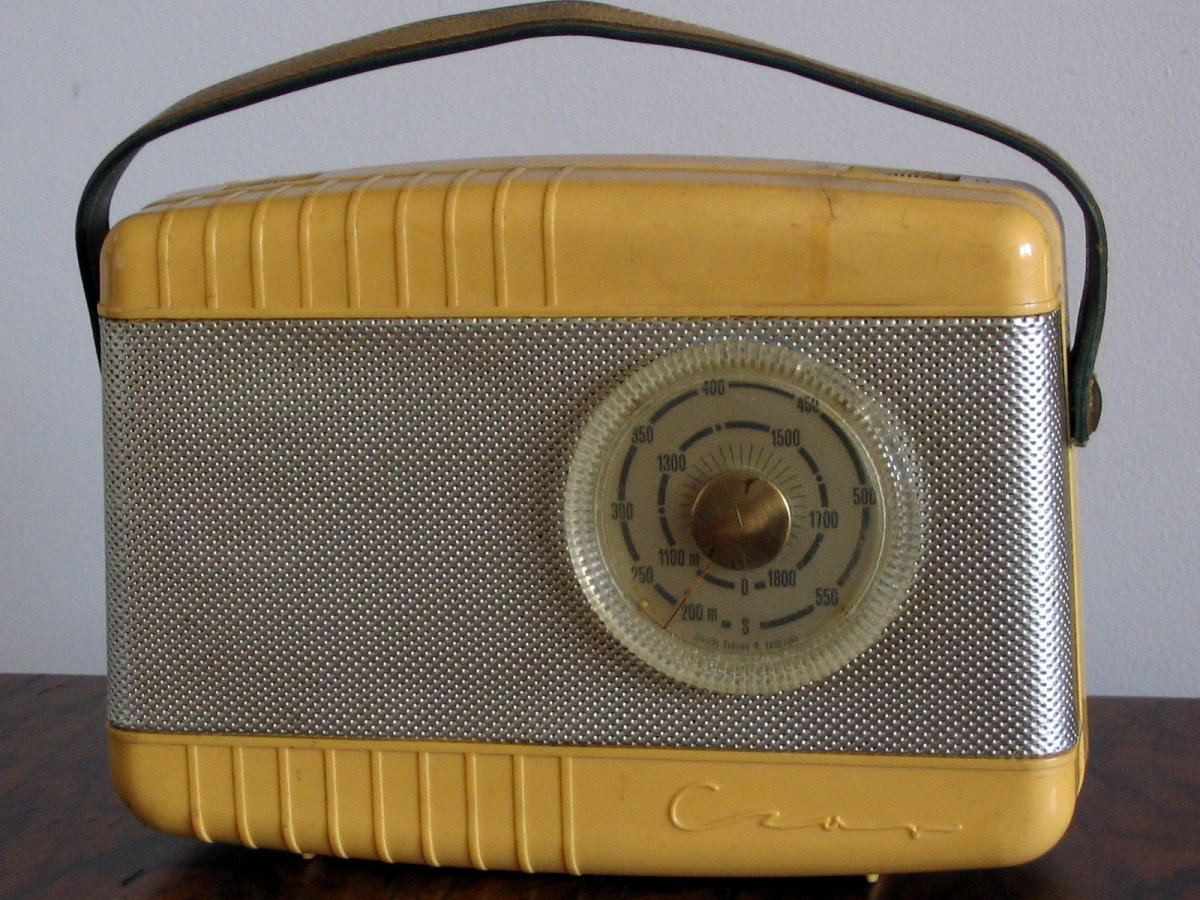
Radio ZRK „Czar” – ścianka czołowa

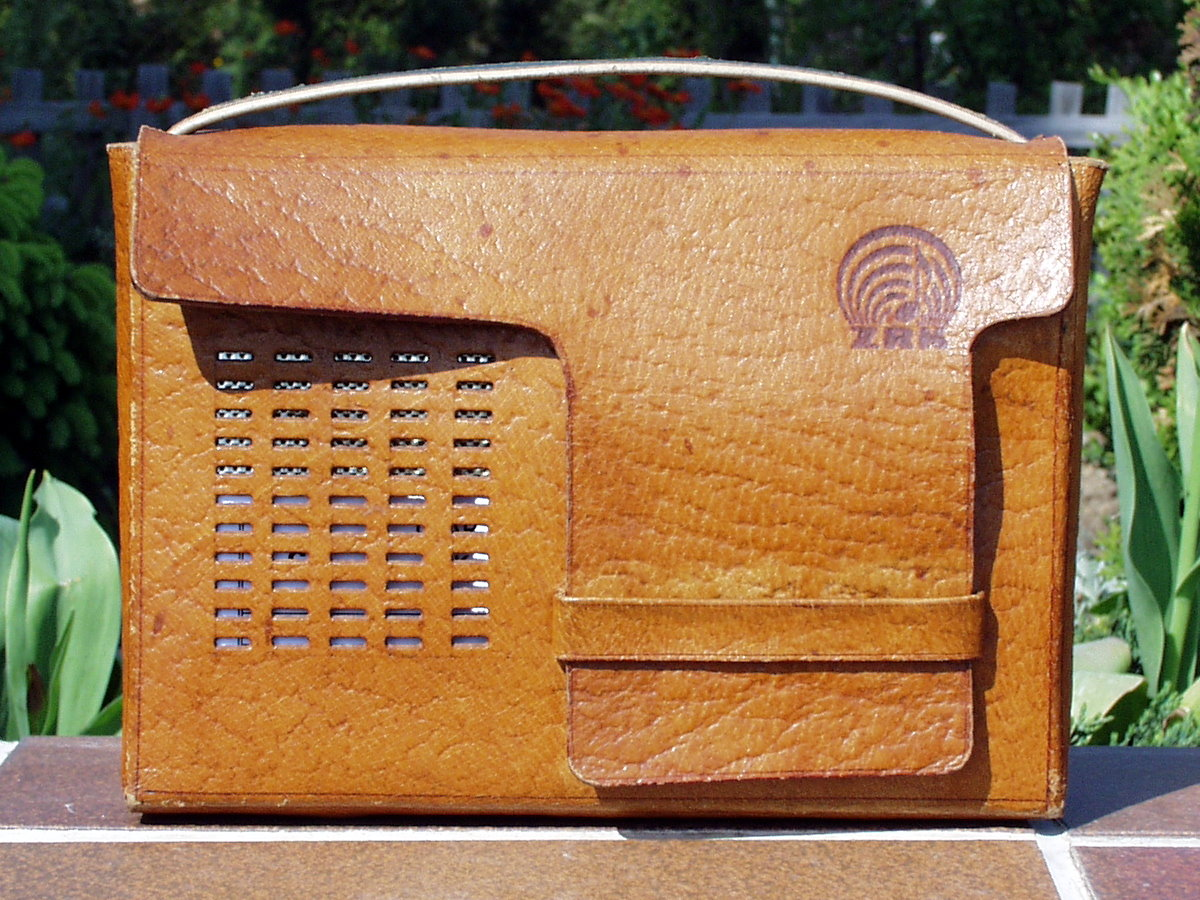
Radio ZRK „Czar” – futerał

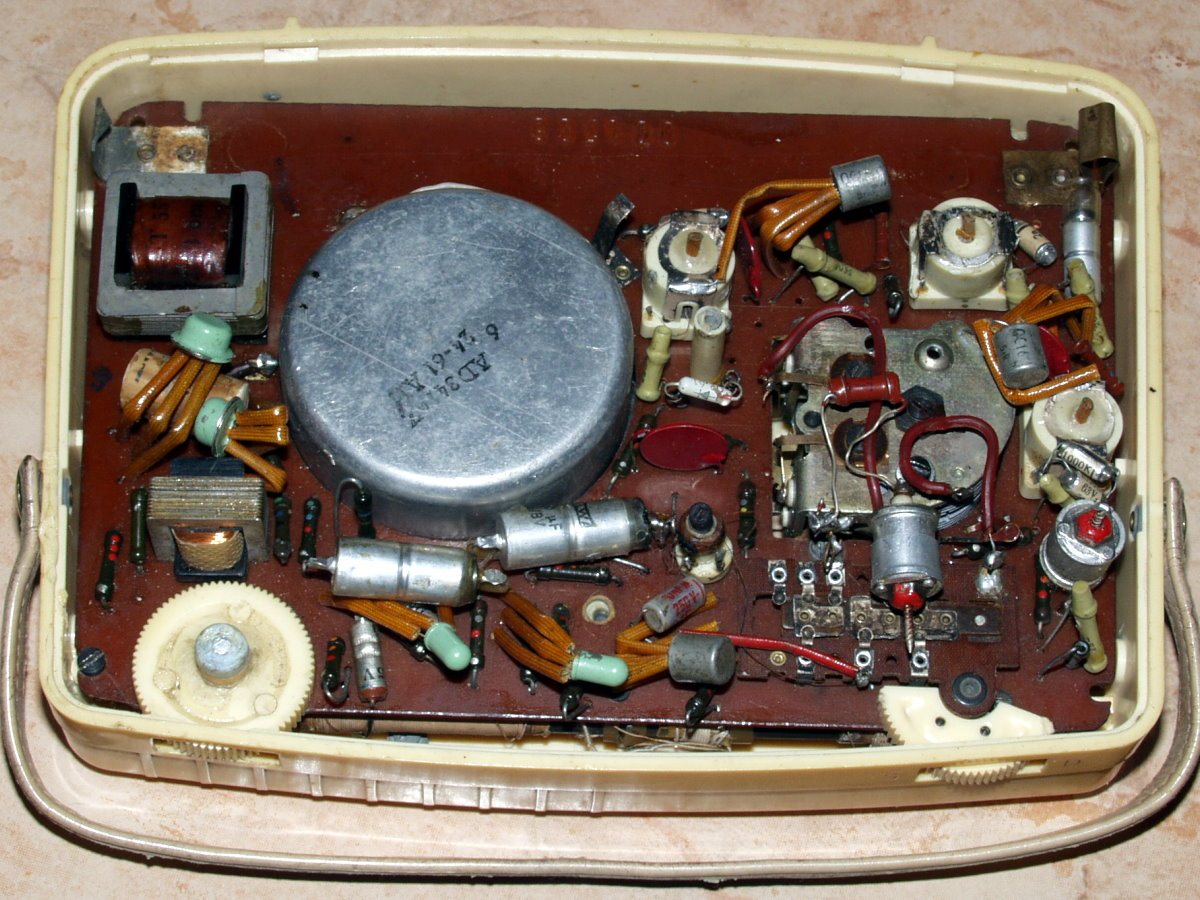
Radio ZRK „Czar” – wnętrze

Czar – przenośny monofoniczny odbiornik radiowy produkcji polskiej z 1960 r.
Pierwszy polski odbiornik przenośny „Szarotka”, oprócz zalet miał wadę: ciężkie, drogie i szybko zużywające się baterie (2x1,5 V do żarzenia i 67,5 V anodowa). W roku 1958 pokazano na Międzynarodowych Targach Poznańskich nowy model „Szarotki”, w której część odbiorcza pozostała lampowa, a wzmacniacz małej częstotliwości zbudowano na tranzystorach. Dodatkową modyfikacją było wyeliminowanie baterii anodowej. Całość zasilana była czterema ogniwami 1,5 V, a napięcie anodowe dla lamp uzyskano przy pomocy przetwornicy. Informację o takim modelu znaleźć można w prasie fachowej z tego okresu.
Dwa lata później ZRK uruchomiły produkcję innego odbiornika przenośnego – „Czar”. Obudowa wykonana została z tworzywa o wyglądzie i kolorze przypominającym „Szarotkę”. Można było do niego dokupić skórzany pokrowiec, również podobny do pokrowców „Szarotki”.
| tranzystory          | OC44, 2xOC45, 2xOC71, 2xOC72                                                                                                   |
| diody germanowe      | DOG56, DOG58 |
| zakresy fal          | Długie 1050–1820 m (285–165 kHz) Średnie 187–560 m (1605–535 kHz)                                                              |
| zasilanie            | 7,5V – specjalna bateria 5R10                                                                                                  |
| elementy regulacyjne | potencjometr siły głosu z wyłącznikiem oraz przełącznik zakresów na górnej płaszczyźnie; pokrętło strojenia na płycie czołowej |
| gniazda              | uziemienie |
| wymiary              | 200x140x60 mm, masa z bateriami ok. 1,2 kg                                                                                     |

Jest to odbiornik superheterodynowy o pięciu obwodach strojonych z układem ARW o mocy wyjściowej 0,22 W. Baterie wystarczały na ok. 60 godzin pracy. Zastosowany w stopniu końcowym mocy układ przeciwsobny w klasie B sprawiał, że przy cichym odbiorze żywotność baterii wzrastała do 120 godzin.
W początkowej fazie produkcji stosowane były wymienione w tabelce tranzystory importowane, z biegiem czasu zastępowane pojawiającymi się odpowiednikami krajowymi (TG20, 2xTG10, 2xTG5, 2xTG50). Na załączonej fotografii z krajowej produkcji pochodzą 2xTG5 i 2xTG50 (obudowy pomalowane na kolor seledynowy).